# Polska Izba Komunikacji Elektronicznej
Polska Izba Komunikacji Elektronicznej (PIKE) – organizacja zrzeszająca 110 firm działających w zakresie mediów elektronicznych, w tym operatorów szerokopasmowej komunikacji elektronicznej oraz związanych z nimi producentów, dystrybutorów sprzętu i usług.
PIKE należy do Krajowej Izby Gospodarczej oraz European Cable Communication Association.
Protoplastą organizacji było założone w 1991 roku Ogólnopolskie Stowarzyszenie Telewizji Kablowych (OSTvK), w 1999 roku przekształcone w Ogólnopolską Izbą Gospodarczą Komunikacji Kablowej. Obecną nazwę PIKE nosi od sierpnia 2005 roku.
Od 2003 roku prezesem zarządu PIKE jest Jerzy Straszewski, prezes i współwłaściciel SATEL S.A., firmy produkującej urządzenia sieciowe dla operatorów.